# リボー・デコニュ

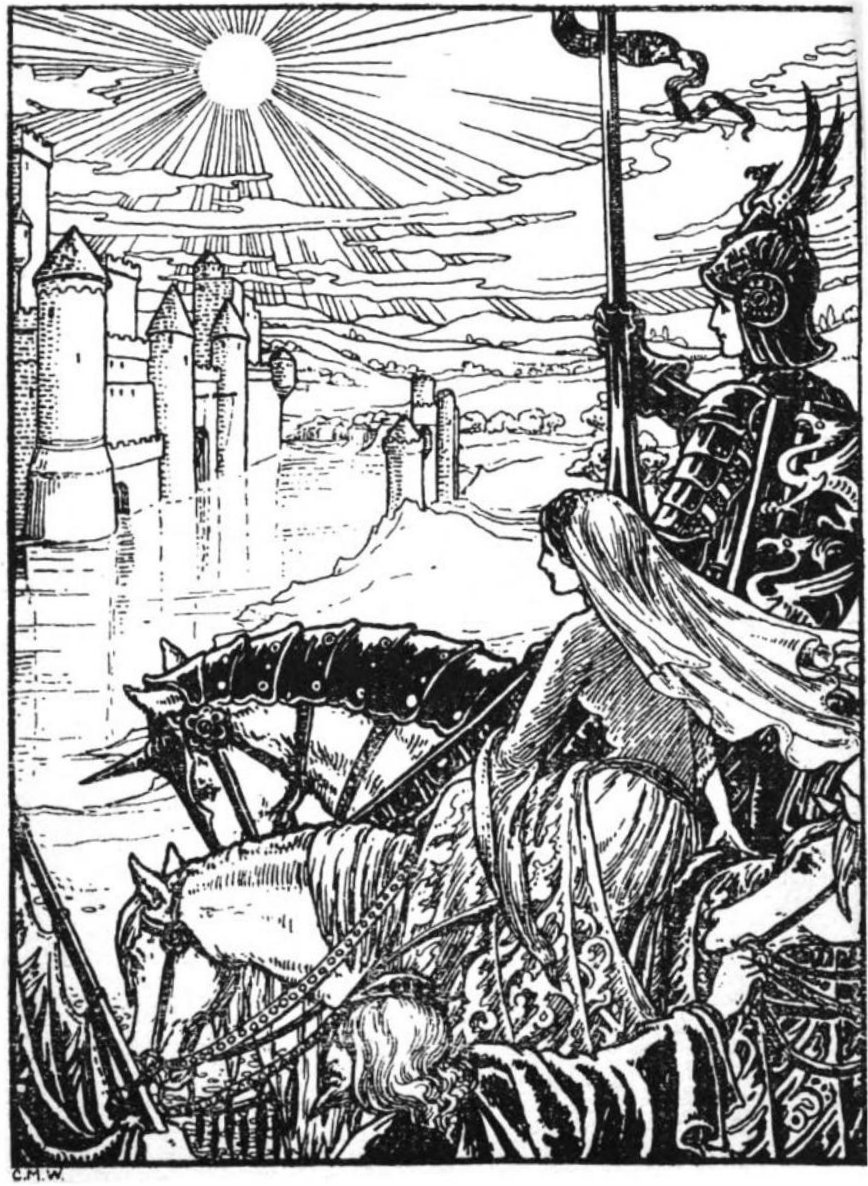
『Sir Libeas Desconus』（1902年）―ウェストン訳、キャロライン・M・ワッツ（画）

『リボー・デコニュ（Libeaus Desconus）』は、14世紀に成立した中英語の詩文体によるガングラン（『名無しの美丈夫』）伝説で、アーサー王伝説に属類する。トマス・チェスター（『ローンファル卿』他）の作によるものと同定されている。おおよそ2,200 行（稿本に拠る）。
おおよそ同じの粗筋をたどる類話にルノー・ド・ボージュー作の古フランス語詩『名無しの美丈夫またはガングラン』（古フランス語: Li biaus descouneüs、フランス語: Le Bel Inconnu、12世紀末-13世紀初、6,266 行）があり、その別バージョンあるいは翻案とされるが、同作と比較してより短い。
いずれの作品にも、自らの素性も名も知らぬ青年がアーサー王の宮廷にあらわれ、その騎士に加わろうと願い出て「名無しの美丈夫」（現代フランス語: Le Bel Inconnu; 現代英語: Fair Unknown）という綽名を得るが、そのじつガウェイン卿と妖精のあいだに生まれた息子で、ガングランという名であった。宮廷では「スノードンの婦人/女王」の救出依頼を引き受けて出立するが、旅路では他の冒険にかかわり黄金島ではまたは「アモール婦人」を援ける。ついには王都スノードンに向かい、その君主である淑女を囚えているマボン兄弟ら黒魔術師を倒し、竜蛇の姿に変えられた彼女の接吻を受けて人間の女性の姿に戻す。そしてリボー・デコニュはその女王と結婚する。
中世文学における他言語の類話にはヴィルント・フォン・グラフェンベルク作の『ヴィーガーロイス』（1204–1209年ごろ）や、イタリア語の叙事詩『カルドゥイノ』がある。
クレティアン・ド・トロワ作『ペルスヴァル』を手本に書き換えた作品をもとに英語化されたものではないか、という説がある。このペルスヴァル以外にも、マロリー版『アーサー王の死』に収録される「ボーマン（美しい手）」こと「ガレス卿の物語」や「ラ・コー ト・マル・タイユの物語」（『散文トリスタン』より取材）などが、似たようなモチーフ展開の対比文学として挙げられている。

## 写本
『リボー・デコニュ （Libeaus Desconus）』の稿本は以下の写本にみつかる：
- C 本 大英図書館蔵 Cotton Caligula A. ii 写本、15世紀中葉
- L 本 ランベス宮殿 Lambeth Palace 蔵　第306 写本、15世紀中葉
- I 本 Lincoln's Inn 図書館蔵 Hale 150写本、14世紀末/15世紀初頭
- A 本 ボドリアン図書館蔵 Ashmole 61写本、15世紀末
- N 本 ナポリ国立図書館（英語版）蔵 XIII B. 29写本、15世紀中葉
- P 本　大英図書館蔵 Additional 27879写本、いわゆる　Percy Folio（パーシー二つ折り本）、繊維紙、17世紀

その残存する稿本の数からして、『リボー・デコニュ』は、中英語で書かれたアーサー王伝説ロマンスのなかでももっとも人気を博したものと思われる。

## 主要人物
以下、人物の統一表記をおおまかに試みる。
- 「リボー・デコニュ（中英語: Libeaus desconus）」 - 主人公。母親から「美しき息子」という意味の「ボーフィス」（Beaufiz/Bewfiʒ；Beaufis）と呼ばれていた[12]。

アーサー王から「リボー・デコニュ」の綽名（フランス語）を賜るが、「名無しの美[童]」（"þe faire unknowe"　C, v. 83; 現代英語："The Fair Unknown"）の意味であると作中でも説明される。
- エレイン（"Elene"） [注 8]-使者。アーサー王物語群には他にも同名複数の人物がいるが、エレイン (アーサー王物語)の統一カナ表記にあわせて、当項でも「エレイン」を用いる。
- 小人 （Theodeley/Teodelain）[注 9]- エレインの付き添いの遊興師（楽士）
- 「スノードンの婦人」（Lady of Synadowne）- 使者らの主。この婦人はウェールズのスノードンの女領主であり女王である[注 2]。
- 危険点のウィリアム卿（Syr William） -L本では「「冒険の礼拝堂」への道の「危険点」を守る騎士、C本では「危険の谷」の上の「冒険の城」、P本では 「危険橋」の守り手である[注 10]。

氏名はウィリアム・ドラローンシュ卿（仮カナ表記）（Syr William Delaraunche）等。
- オーティス卿（Sir Otis de Lile）-スノードンの婦人の家臣（エレインや小人の同僚）だったがよその地に逃亡した。狩猟中にはぐれた多彩色の猟犬がエレインの目にとまり奪われてしまう。
- ジェフロン卿（Geffron）-カーディフ領主で、自分の愛し人が絶世の美女と喧伝し、その挑戦者に対しオオハヤブサの競技会を開催する。
- マウジス[?]（Maugis＝モージ） [注 12]- 体長30フィートの漆黒の巨人。甲冑も黒づくめで異教の紋章をあしらう[注 13]。黄金島の女領主に包囲戦をしかけている。
- アモール婦人（La Dame Amoure）[注 4] -黄金島（Ile d'Or）[注 3]の女領主。「名無し」に救われ恋愛関係となり、1年を共に暮らす。
- ランバート（Lambert）[注 14]-スノードンの家宰。腕試し後、ランバートは自分の女領主を救出にいく「名無し」への助力を惜しまず、共に敵に向かう。

## あらずじ
以下あらましは、原則として L 本 （ランベス宮殿蔵本）の稿本（TEAMS編本）とその行番に拠るが、ところどころ批判校訂版も参照する。
主人公ガングラン（Gyngelayne） は、ガウェイン卿の庶子であるが、過保護な母親によって森でひとり育てられた。美少年だが「野蛮」なところがあって、仲間にも乱暴を働かず[にはいられない]ので、万が一、甲冑装備した騎士などに遭遇しては、悪評判が立ってしまう。主人公は、母より「美しい息子」（Bewfiʒ/Bewfiz）とばかり呼ばれていたので、自分の名が分からなかった。するとある日、騎士の死体をみつけてしまう。その甲冑を拝借し、グラストンベリーに置かれるアーサー王の宮廷をおとずれる。そして騎士の叙勲を受けるが、名が名乗れず、アーサー王からリボー・デコニュ（The Fair Unknown; 中英語: þe faire unknowe、「名無しの美[童]」 ）という綽名をさずかる。「名無し」はさらに、次に戦闘の依頼が舞い込んできたら、自分が名乗り出たいと所望する。王は若すぎるかと懸念するが、承諾する（『Libeaus Desconus』 vv. 1–105）。
するとその依頼者がやってくる。スノードンの婦人（女領主、女王）の使いのエレイン（Ellene）
が、小人（Theodeley/Teodelain）を伴い主人救助の依頼をする。王が約束通り「名無し」を遣わそうとするので女官のエレインは、「まだほんの小僧をよこすなんて」と憤慨し、小人も「戦闘じゃあいつファージング（ペニー銀貨の1/4、当時の最低貨幣）の値打もありやせんぜ」と毒づく。王も少し心配だが、大丈夫か念推ししたあと、「名無し」以外に誰も任命せぬ、と決断する。他の有名な騎士たちがこぞって「名無し」を装備させる（ガウエィンからはシェヴロンかグリフォンの盾、等々）。（『Libeaus Desconus』 vv. 106–263）。

### 危険点のウィリアム
「名無し」はエレインと小人をともない、不穏な仲のまま旅立つ。三日目にしてさしかっかた冒険にたいし、物知りのエレインは、これがろくでなしの「名無し」の勇気をくじくことになるだろう、と確信をもって揶揄した。それは「冒険の礼拝堂（Chapell Auntours）」への道の「危険点（Poynte Perylous）」（あるいは「危険橋」等）を守る騎士ウィリアム卿（Syr William Delaraunche）の撃破である。ウィリアムは、戦うか武具をおいていけ、と迫る。「名無し」の槍の衝撃は相手の鐙をくだき落馬させ、徒歩での剣試合でも剣をまっぷたつにした。ウィリアムは助命を請い、アーサー王に降ることを条件に赦された。結果を見て、エレインは先ほどの罵詈雑言を詫びる。（）

### 三人の報復者
翌日、ウィリアムの甥（姉妹の息子たち）がカイルレオン（Carboun, Karlion）より馬で駆け寄り復讐に挑む。 「名無し」は長兄のふくらはぎを壊し、残りが二対一で襲い掛かられるも、ひとりの腕を折ると、末弟は降参し、三兄弟はもろとも、隷属されたものとしてまたアーサー王のもとへ自首することになった（『Libeaus Desconus』 vv. 453–567）。

### 森の巨人ども
森で野営しているとき、「名無し」たちは悲鳴を聞きつけて二人の巨人から乙女を救う。真っ黒と赤い巨人がいたが、乙女を握っていた黒巨人は、すぐさま肺腑・心臓を貫通させて刺殺した。赤巨人との戦闘はもつれ、巨人は猪を焼いていた焼き串で強打、それを切り払うと、今度は棍棒（解説によれば根こそぎ引っこ抜いた巨木）を降りおろし、「名無し」の盾を三つに割った。「名無し」が尋ねると乙女はヴァイオレット（Violet、またはヴィオレット Violette）といい、アントール伯（Anctour、Antore）の娘だという。伯爵のもとへ彼女を送り届けたのち、巨人の首級はアーサー王のみやげに送った。（ここでアントール伯が、ぜひ娘を妻にと縁談を勧めるくだりがあるが、その詩節はC本のみにみつかる。「名無し」は果たす使命があるので、と辞退する）。そして伯爵からは、美しい甲冑や駿馬を与えられる（『Libeaus Desconus』 vv. 568–723）

### 大隼の試合
「白鳥のごとく白き大隼」（シロハヤブサ）の試合（競い合い）を主宰する、カーディフ（Cordile L)領主ジェフロン卿（Geffron、Jeffron L)の地領にあらわれた一行。「名無し」はこれに参加することになる 。これは単なる武芸の競技ではなく、ジェフロン卿が、じぶんの愛し人が最高の美女であるという自慢を喧伝するためのものであり、異議を唱える者あらば、まず美女候補を立て町の市場の審査会で競わなければならない（「名無し」はエレインを着飾らせて候補に立てる）。美女候補が無事勝てればハヤブサの賞品を得るが、負ければ指名者がジェフロン卿と戦わねばならず、これまで敗者がことごとくさらし首にされてきたという。「名無し」は戦いで相手を馬もろとも転倒させ、背中がバキッと折れた音が聴衆にも聞こえた。。「名無し」は勝ち取ったハヤブサをアーサー王に献上し、王は重畳至極とてフローリン貨幣で100ポンドを褒美によこした。そこでカーディフにとどまり40日間の宴に興じた。（『Libeaus Desconus』 vv. 724–1028）

### 犬の取り合い
森の中、一行は近くで狩猟がおこなわれているところに鉢合わせた。その合図の角笛に聞き覚えがあると小人がいう。かつて婦人に仕えていたが逆境におかれ逃亡した同僚のオーティス卿（Sir Otis de Lile）のがいるはずだ。しばらくすると極彩色の毛色の猟犬（rache、嗅覚犬）に遭遇。エレインにねだられ、「名無し」は犬を捕まえて彼女に贈呈した。そのうち雌アカジカを追ってグレイハウンドが二匹、次いでオーティス卿があらわれ、丁重に犬の返還を要求したが、「名無し」は自分がいちど贈答した品を返上はさせられないと拒絶。非難の応酬になり、オーティスは丸腰ならねば相手をする所存と言い捨てて去るが、はたして卑怯にも大多勢を連れて戻ってくる。「名無し」は奮迅し、ほとんど壊滅に帰させた。オーティスもまた投降者としてアーサー王送りとなった （『Libeaus Desconus』 vv. 1029–1268）

### 黄金島
アイルランドやウェールズで冒険を重ねた後、一行は黄金島（Ile d'Or）に到来する
。城や宮殿をめぐらした都市である。しかしこの黄金島の女領主は、包囲戦を受けて激戦中だという。敵はマウジス[?]（Maugys）という漆黒の巨人で、甲冑や盾も黒づくめで邪神の紋章をあしらう、身長は30フィートに及ぶ。「名無し」はこのマウジスとの一騎討に挑み、激戦となる。お互いの馬を殺しあって、徒歩で戦うが、いったん渇きを癒すために停戦に合意する。マウジスは秘境にもその隙を狙って襲い「名無し」を濡れそぼつにするが、「名無し」はその「洗礼」のお陰でかえって体が軽くなったと笑い飛ばす。「名無し」は盾を断ち切られるが、先だって相手が落とした盾を拾って戦い続ける。そしてついに巨人の腕を切り落とし、逃げる敵の背中を切りつけ、首を刎ねる。
黄金島の女領主「アモール婦人」（La Dame Amoure）は、魔術巧みな女性だが、救いの騎士の「名無し」に愛を捧げ、黄金島の主権も譲り渡すと申し出る。「名無し」はこれを受けてしまい、12カ月もの自堕落生活に入ってしまう（これを文学用語では「脆弱」等をｍする recreantise と称する）。立腹のエレインに、主君より承った使命をほっぽり出す裏切り者となじられ、我に返った「名無し」は旅を再開する。黄金島を去るとき、島の家宰/家令ジフレット（Gifflet、この箇所では"Jurflete"）を従士につけてお供をさせる （『Libeaus Desconus』　vv. 1269–1520)

### スノードンの城代
スノードンに到着すると、ランバート（Lambert, Lanwarde, Lambard等）という家宰が、いわば城代として仕切っており、城守（"Constable of that castelle"）の肩書も持っている。普通ならばさすらいの騎士でも宿泊（ostell）でもてなされるのだが、ここではまず城代と対決しなければならず、敗北者は町の民から死骸や汚わい（cor/goore and fen[ne]）を投げつけられるという辱めを受ける。「名無し」は従者にしたジフレット（ここでは "Gyrflete"）と二人で円卓騎士を名乗り対戦を申し出る。「名無し」と城代は馬上槍試合をつごう3回戦まで戦った。槍が盾にぶつかり砕けること複数回、「名無し」は2回戦で相手の兜を壊してずらし、交換を余儀なくさせ、3回戦では落馬させた。敗北を認めたランバートは、「名無し」の技量からしてガウエィン卿の身内の者に違いないと見抜き、もし女領主の救出を頼めるならば歓迎きわまりない、と行った。「名無し」はそれこそその使命を果たしにやってきたと回答。ただ、彼女の苦難の理由や状況や加害者などまるで知らない。そこでランバートが説明するに、スノードンの女領主は二人の黒魔術の導士に囚われているが、 その名もマボン（Mabon）とイレイン（Irayne/Jrayne）という兄弟である。魔法の城なので、貴族たちも容易に立ち入れない。女領主が代々の所領を奴らに引き渡さねば殺す所存である。それに彼女に対して罪悪を働かないかも心配である、と言う内容であった（注：解説によれば「罪悪を働く」というのは強姦のことで、その後で彼女を妻にしたと宣言し、領地も乗っとる目論見なのだとされる。ランバートは「名無し」に連れだって魔宮の門に向かう。他には男爵家も自由民もついてこようとはしない。ただ従士のジフレット（ここでは"Sir Jerflete"）が忠義を示したが、無駄死にするなと断った （『Libeaus Desconus』　vv. 1521–1832 ）

### スノードンの婦人の竜化
翌朝、「名無し」は魔宮に入り、馬を引いて進んだが、そこにいるのは楽器を奏でる吟遊詩人ばかりだった。魔宮の奥を探り、立派な支柱やステンドグラス窓をよぎり、置かれた高台に腰かけた。すると吟遊詩人たちが消え、地が揺るぎ、石が降ってきた。そこは野外になっていて、マボンとイレインら黒魔術師たちが現れた。武装し騎乗している。戦いが口火を切る。「名無し」は馬の首を負傷させられるが、相手のイレインの膝を切断し、身動き不能にしたかと思えた。なにしろマボンに折られた剣の代わりにイレインのところまで身をひるがえし難なくその剣を奪えたくらいであった。そしてマボンには決定打、左腕を寸断する一撃をくわえた。マボンは降参を願い出る。自分たちが仕込んだ毒刃を奪われ、その傷を受けたからには命が尽きかけようとしているのだ。しかし「名無し」は聞き入れず、兜割りに頭蓋を両断した。しかしその間にも、なんとイレインが消えていなくなっていた。魔術師を野放しにしては心もとない。捜索するうち、窓から異形の者が現れた。それは女性の人面をした有翼の竜蛇（中英語: worm）が這いずり出てきたのであった。竜はは語りだし、自分は「若い」のだと言って恐々する「名無し」にキスを迫った。それを受けたとたん、竜は美しいスノードンの婦人の姿になりかわった。彼女の呪いは、ガウエィン本人か、その血統者のキスでないと破れないはずだった、という。婦人は、自分を救った礼に自分もその財産もなにもかも「名無し」に捧げたいといい、「名無しの美童」は快諾した （『Libeaus Desconus』　vv. 1833–2168）
ランバートと一緒にスノードンで七日間過ごすと、「名無し」とスノードンの婦人はアーサー王の宮廷に向けて出立した。そこで王の許しも得て、結婚の挙式をし、スノードンまで護衛付きで送られ、末永く幸せに暮らした （『Libeaus Desconus』vv. 2169– 2204[end]）

## 作風
『リボー・デコニュ（Libeaus Desconus）』は、14世紀末成立の中英語の詩文体ロマンスで、全2,200行ほどに及ぶ（6の稿本があるが、行数は異なる）。尾韻連（stanzaic tail-rhyme）形式であるが、 これは他の中英詩ロマンスにも多く見られる形式で（『ガウェイン卿とラグネル姫の結婚』や『エマレ』など）、二行連句の後に、これらとは韻を踏まない一行が続き、これを四度繰り返して一連（スタンザ）を成す、すなわち AABCCBDDBEEB 型の押韻構成である。
主にイギリス南部の方言が使われているが、ミッドランズ南東部の言語かとも推察される。 トマス・チェスターは、いくつもの中英語ロマンスを知悉したなかから、パーツを借用して組み合わせ、しかも部分ごとの別々の方言が元のままになっているような、いわば急ごしらえの切り貼り屋の（hack writer）であるという苛烈な評価もされている 。『リボー・デコニュ（名無しの美童）』は、古フランス語の同素材作品に比べ、より一般庶民的な読者層向けに書かれているとされる。

## トマス・チェスターの原材料
『リボー・デコニュ（名無しの美童）』にみられる話素（モチーフ）のそのほとんどは、他の中世のアーサー王物語群作品にみられる定番モチーフらである。 そのうちひとつの作品に絞って原材料に同定することはむつかしいが、12世紀ごろに成立し逸失した元祖本が存在し、中英語『リボー・デコニュ』や古フランス語『ル・ベル・アンコニュ（名無しの美丈夫）』に翻案されたという仮説が立てられている。また『ル・ベル・アンコニュ』の現存唯一の写本以外に、かつて異本が存在し、それをトマス・チェスターが利用した可能性もあり、他にも様々な素材を取り入れているだろうと想定される。
スコフィールドは、トマス・チェスターが現存以外の祖本を使ったという仮説に肯定的で、『ル・ベル・アンコニュ』に反映されない部分（四人の円卓騎士によって甲冑をつけられる描写）について、作中で「フランスの物語にあるように」と断っていることから、揺るがない証拠とみていた。だが、『『リボー・デコニュ』の作者がこのように「フランスの物語」を原典としていると記述することについては信憑性はないとされる。すなわち、中世ロマンスの作者がフランスの原本から得た内容をもとにして書いたと主張するのは、いわばお約束事で、じっさいにそのような資料を使ったかの真偽はさだかでない、と指摘される。

## 類話
古フランス語『ル・ベル・アンコニュ（名無しの美丈夫）』以外にも、おおよその粗筋を同じくする類話（同源話）は、中期高地ドイツ語にも、中世イタリア語にも存在する。すなわちヴィルント・フォン・グラフェンベルク作の『ヴィーガーロイス』（1204–1210年ごろ）と、イタリア語の叙事詩『カルドゥイノ』（1375年ごろ）である。。 これ以外にもクロード・プラタン（Claude Platin）による早期現代フランス語の再話『L'Hystoire de Giglan』（1530年）も存在する。
これは先のチェスターの利用した原材料の問題にも関連するが、これら諸作品や仮定的な祖本・逸失稿本らのあいだの成立順序関係（系譜/stemma）は、諸説あって複雑化している and one cannot simply assume a lost twelfth-century work from which they all originate. 。

## 対比研究
他にもいくつもの中世・近世の文学作品が、「名無しの美童」の対比作品（パラレル）としてとりあげられる。
ざっと並べると、まずトマス・マロリーによる集大成『アーサー王の死』にみつかるガウエィンの弟「ガレス卿の物語」や、「ラ・コート・マル・タイユ（寸法が合わないコート[の騎士]）の物語」がある 。
ガウェインの弟が、当初「ボーマン（美しい手）」という伏せ名で登場する「ガレス卿の物語」（マロリー版『アーサー王の死』第7巻に所収）は、相似文学として本邦の学者にも指摘される作品のひとつである。
また、フランス語の『散文トリスタン』の「ラ・コート・マルタイェ（ひどく切り刻まれたチュニック）」の物語も相似する展開を見せるが、これもマロリーが使用した素材のひとつであり、「ラ・コート・マル・タイユ（寸法が合わないコート）」（ブルーノ）物語は第9巻に収録されている。

### ペルスヴァル
また、クレティアン・ド・トロワ作クレティアン・ド・トロワ作『ペルスヴァル』やそのウェールズ語版『ペレドゥル』も対比文学としされるが、森で騎士のことなど物知らずに育てられた「ペルスヴァル」こそが「名無し」物語群の元祖原案であったというのが特にスコフィールドの見解だった。
スコフィールドは「名無しの美童」は"ペルスヴァルを改名しただけの者にすぎない"とすら断じたが、これに対し、ペルスヴァル似の内容はたしかに『名無しの美童』系作品に見出させるが、それは後付けで継ぎ足した部分だとしても十分以上に説明できる、とも反論される。

### エレックとエニード
すでに『名無しの美童』の粗筋の § 大隼の試合で触れたが、クレティアン作『エレックとエニード』にもエレックが挑戦する「はい鷹の試合」（ハイタカを賞とした美貌の競い合い）の場面があり、対比が指摘されている。
中英語『名無しの美童』と比較する場合、その「大隼の試合」の段の前に主人公が救った乙女との結婚を父親から申し出られる稿本（C本）があるが、『エレックとエニード』もやはり、武技試合に勝ちハイタカを得た項でエニードの父親に認められ結婚を許されるので、（前後関係は逆転するが）よりいっそう対比を強めている、とロジャー・S・ルーミスは指摘した。L本の編者C・ミルズもやはり、C本でヴァイオレットを嫁にもらってくれと父親がオフォーする場面は、『エレックとエニード』の流用だろう、としている。

### アイルランドの伝承
中世アイルランド文学のフィン物語群にも、対比対象はみつかる。ルーミスは、ペルスヴァルの生い立ちの段とフィン・マックールの生い立ちを語る『フィンの少年時代』（Macgnímartha Finn）の対比が指摘されるところであるが、ルーミスはこれを土台に、ガウエィン卿の息子ガングランがアーサー王で「無名の美童」の名を得るいきさつとの対比も指摘する。フィン・マックールも高貴の血が流れていたのに少年時代を森で過ごし、デヴネ（Demne）という名で通っていたが、大貴族の家にやってきて「美しい」を意味するフィンという名前を授かる
また、採録されたのは現代であるが、アイルランド語やスコットランド語の古謡（レー）にも対比が見られる。色とりどりの猟犬のエピソード（中英語の『名無しの美童』にもフランス語版にもみえる）は、『大いなる愚者の古謡』（仮訳題名。アイルランド語: Amadán Mór、英訳名 Lay of the Great Fool）にもみつかると指摘される。これはで古謡単独か、謡を収めた散文物語のかたちで広く分布するが、スコーフィールドが挙げたのはオデイリー編訳アイルランド語歌謡『アマダン・モア（大いなる愚者）の冒険』や、キャンベル編スコットランド昔話集の一篇の挿入歌である。 as his counterpart examples.。